# Polygonella myriophylla
Polygonella myriophylla là một loài thực vật có hoa trong họ Rau răm. Loài này được (Small) Horton miêu tả khoa học đầu tiên năm 1963.